# Greg LeMond

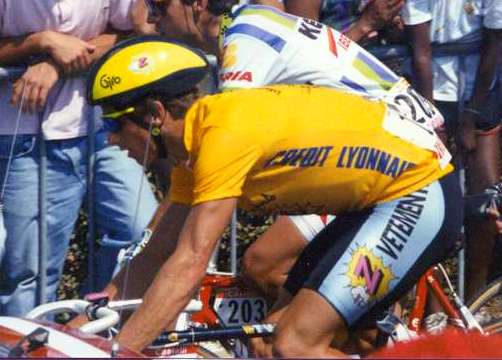
Greg LeMond

Greg LeMond (Lakewood, 26 de Junho de 1961) é um ex-ciclista norte-americano, cujo particular talento em provas contra o relógio lhe permitiu vencer muitas competições importantes.
Tornou-se profissional em 1982. Vence, como outsider, o Mundial de ciclismo de estrada de 1983. Transfere-se em seguida para a Europa, onde lhe foi dada a oportunidade de correr no Tour de France, finalizando em terceiro na prova de 1984, segundo na de 1985, a menos de 2 minutos de Bernard Hinault, e em primeiro na de 1986.
Em Abril de 1987, durante uma batida de caça na Califórnia, o cunhado atinge-o acidentalmente no peito com uma bala. O grave acidente obriga LeMond a abandonar a actividade, mas recupera e volta a vencer o 1989 (prova disputadíssima com Laurent Fignon, de quem ganha por 8 segundos) e o 1990,greg lemond entrou pra historia do tour de france.
início de carreira
Greg LeMond foi um destaque piloto júnior que rapidamente se estabeleceu como um dos ciclistas mais talentosos do circuito profissional. Após seu sucesso inicial no circuito júnior, ele começou a competir contra mais velhos, os competidores mais experientes. Ele ganhou a atenção da equipe nacional os EUA Federação de Ciclismo, a equitação para eles no Campeonato Mundial Júnior 1979 realizada na Argentina. Lá, ele ganhou ouro, prata e bronze medalhas, com destaque para a sua vitória espetacular na corrida de estrada. Ele foi selecionado para os Jogos Olímpicos 1980 EUA equipe de ciclismo, mas o boicote dos EUA aos Jogos Olímpicos de Verão 1980 em Moscou, o impediu de competir lá.
Com a orientação de Cyrille Guimard ele se juntou ao pelotão profissional europeu, competindo pela primeira vez com Union Sportive de Creteil. Ele ganhou um estágio no exigente Circuito des Ardennes, vindo em terceiro da geral e provando para si mesmo que poderia competir com os melhores pilotos do mundo. Em 1981 começou a montar para a Renault-Elf-Gitane.
Ele ficou em segundo lugar no Campeonato Mundial de Ciclismo 1982. No ano seguinte ele venceu o Campeonato Mundial título definitivo, tornando-se o primeiro piloto americano a fazê-lo. Sua força total, a capacidade de escalada, e capacidade para montar um julgamento rápido tempo fez dele um dos melhores destinos para os passeios mais exigentes Grande

### Top results
- 3x   GC Tour de France  ('90, '89, '86)
- 2x   World Championships - Road Race  ('89, '83)
- 5x   stage Tour de France  ('89, '86, '85)
- GC Critérium du Dauphiné Libéré  ('83)
- 4x   stage Critérium du Dauphiné Libéré  ('84, '83)
- 2nd   GC Tour de France  ('85)
- GC Tour DuPont  ('92)
- 2x   GC Coors Classic  ('85, '81)
- 3rd   GC Tour de France  ('84)
- 2x 2nd   World Championships - Road Race  ('85, '82)
- stage Giro d'Italia  ('86)
- 2nd   Giro di Lombardia  ('83)

### Teams
- 1994  GAN  (TT1)
- 1993  GAN - Lemond  (TT1)
- 1992  Z - Lemond
- 1991  Z-Peugeot
- 1990  Z - Tomasso
- 1989  ADR - Agrigel - Bottecchia
- 1988  PDM - Ultima - Concorde
- 1987  Toshiba - La Vie Claire
- 1986  La Vie Claire  (TT1)
- 1985  La Vie Claire  (TT1)
- 1984  Renault - Elf
- 1983  Renault - Elf - Gitane
- 1982  Renault - Elf - Gitane
- 1981  Renault - Elf - Gitane